# Sistem de calcul numeric
Calculul numeric sau analiză numerică reprezintă studiul algoritmilor de calcul pentru problemele de matematică continue, spre deosebire de cele discrete.
Sistemele de calcul numeric sunt sisteme de prelucrare a informației numerice alcătuit din două subsisteme principale: subsistemul echipamentelor, denumit în limba engleză „hardware” și subsistemul programelor și structurilor de date exprimat în limba engleză prin cuvântul „software”.